# Clair–Fort Kent Bridge
Die Clair–Fort Kent Bridge war eine Brücke zwischen den Vereinigten Staaten und Kanada über den Saint John River. Die Brücke verband die Städte Clair in New Brunswick auf kanadischer Seite und Fort Kent im US-Bundesstaat Maine.

## Nutzung
Die 222 Meter lange Brücke wurde für den Autoverkehr genutzt. Die grenzüberschreitende Brücke wurde täglich von circa 1.900 Kraftfahrzeugen überquert. Auf kanadischer Seite war die Brücke an die Route 205 angebunden, auf US-amerikanischer Seite an Route 161 und an die U.S. Highway 1.

## Geschichte
Die zwischen 1929 und 1930 erbaute Brücke wurde in den 1990er-Jahren saniert. Nachdem im Jahr 2009 an der Brücke Risse und andere Abnutzungserscheinungen festgestellt wurden, verhängte das Maine Department of Transportation im Januar 2011 eine Sperre für Kraftfahrzeuge mit einem Gewicht von 2,7 Tonnen. Am 28. Januar 2011 veröffentlichten die zuständigen Behörden auf kanadischer und US-amerikanischer Seite einen Plan zum Bau einer neuen Brücke zwischen Clair und Fort Kent und den Abriss der bestehenden Brücke. Diese neue Brücke wurde am 31. Juli 2014 offiziell eingeweiht. Im September des Jahres begannen die Abrissarbeiten an der Clair-Fort-Kent-Brücke.